# 情報化社会
情報化社会（）、あるいは情報社会（）とは、情報が諸資源と同等の価値を有し、それらを中心として機能する社会のこと。また、そのような社会に変化していくことを情報化（）という。狭義には、そのような社会へと変化しつつある社会を情報化社会とし、そのような社会を情報社会と定義して区別する場合がある。この場合は情報社会を発展させたものを高度情報化社会（）、高度情報社会（）と呼ぶこともある。

## 概要
どのような活動が、どのような意味において顕著であるかについては、情報化社会という語を用いる専門家の間で基準が統一されているわけではないが、よく見られる議論には次のようなものがある。
- 情報関連産業や関連技術が他の経済部門、技術部門と比べて顕著な成長を見せること
- 労働者、企業、国家の経済的繁栄のために情報技術の活用が重要な鍵となりつつあること
- 政治、文化、教育、日常生活など様々な場面に情報技術が浸透し、大きな変化をもたらすこと

また、情報を扱う諸活動が顕著な社会については情報社会と呼び、そのような社会への移行の速度が顕著であるような社会（情報化が顕著である社会）を指して情報化社会とする用法も見られる。
1990年代半ば以降、インターネットや携帯電話の普及に伴い、情報社会や情報化社会の語、概念は広く用いられるようになったが、着想は1960年代前半にまで遡るとされるのが普通である。基本的には、批評家、未来学者、官僚、社会学者など、時代の変容や大規模な社会変動を考える人々によって多く用いられてきた語である。情報社会のあり方を予測したものや、あるべき姿を提唱したものは、一般的に「情報社会論」と呼ばれる。
情報化社会や情報社会の概念は、未来の社会像として予測、あるいは提案するべく用いられる場合もあり、現代社会の特徴であるとされる場合もある。ちなみに、既に情報化が完了した、あるいは情報化の逆行現象（脱情報化、とでも呼ぶべき事態）が進行している、とする論は非常に稀である。以下に紹介するように情報社会の概念には多くの批判が寄せられているが、そうした論も情報化が起こる可能性を否定したり、情報化が社会を特徴づける概念として不適切であることを指摘したり、情報化が危険を孕むものでばら色の未来ではありえないと警鐘を鳴らすものではあっても、脱情報化が進んでいる、情報化は既に過去のものとなった、といった類の議論ではない。

## 情報化社会の特色
最も典型的には、狩猟採集社会、農耕社会、牧畜社会、産業社会などとの対比で語られ、その場合には社会の発展段階のひとつとしての意味合いが強い。産業社会の成立のきっかけとなった一連の出来事を産業革命と言うことがあるが、これに対して情報化社会の進展を情報革命と称することもある。
情報化社会には様々な類義語がある。類義語は「情報」にまつわる語を伴うのが普通であり、マルチメディア社会、デジタル社会、知識社会、ネットワーク社会、高度情報化社会、情報ネットワーク社会、グローバル・ネットワーク社会、などがある。それらの語の「社会」を「時代」におきかえたものも一部に見られる。他に、特定の論者による造語として認知されているものに知価社会（堺屋太一）、情報文明（公文俊平）、複合的ネットワーク社会（須藤修）、などがある。
さらに、「情報」、「ネットワーク」、「メディア」等の語を含まない「脱工業社会」、「ポストモダニティ」（脱近代）、「ポストフォーディズム」、「後期資本主義」などの概念、用語も、内容的には関連のあることがしばしば認識されている。これらの概念は、情報や情報技術をきっかけとした社会や経済の質的変換、あるいは飛躍的発展などを指すために用いられることがある。ただし、情報や情報技術の社会的効果は必ずしも強調されているとは限らず、社会変動をもたらす多くの要素の一つであったり、あるいは原因というよりも結果、あるいは社会変化を測定する際の指標といった位置づけになっているものもある。
具体的に何が情報化するのか、という点になると意見は様々だが、初期に目立った議論は、経済の情報化である。
一般に、情報化が経済だけに見られるものである場合には、情報経済と呼んで社会全般については問題にしないケースもある。ただし、そのような情報経済についての研究が、情報社会論の文脈で引用、解釈されて、情報社会の到来を裏付けるひとつの根拠として扱われる場合も少なくない。一般に、情報社会論は情報経済論を含むものとして論じられている（逆に、情報社会論が情報経済論に取り込まれている場合もある）。
より具体的には、次のような根拠で、ある社会が情報社会ないし情報経済だとされている。
- 情報の製造、加工、流通を主とする産業（情報産業）やそれに準ずる産業が国民総生産に占める割合が大きいこと
- 情報を扱うことを主とする職種に従事する労働力の割合が大きいこと
- 情報産業の急速な成長が、経済成長率へ貢献する度合いが高いこと
- 情報を扱うことを主とする職種に従事する労働力の割合が増大していること
- 情報産業によって提供される情報サービスや情報処理技術が、その他の諸部門の生産性上昇や競争力増強に貢献する度合いが高いこと
- 消費財における、情報的な側面が、それ以外の側面よりも商品の価値を大きく左右すること。情報的な側面は、広告によって付加される商品のイメージ、ブランドのイメージ、商品のデザイン（実用的な機能と対照される）、など様々に定義される
- 情報財の消費量の増加。物質的な豊かさを追求するための消費に代えて、精神的な豊かさを追求するための消費の台頭
- 情報インフラの発達と共に、企業の立地がより自由になり、事務処理や生産などの機能をグローバルに展開させることが容易になること。また、その為に国際競争や地域間競争における勢力関係が変質する、または変質する可能性があること。
- 情報財が主となる経済では、従来のような希少性に基づく競争原理が成立せず、共有、共創型の経済に転換すること
- 情報技術の活用によって、企業の経営形態や労使関係、労働の形態などが変化すること

他に、政治、文化、生活などの諸側面についても、様々な説が提唱されているが、経済分野の情報化に関する研究に特徴的なことは、情報化の度合いを測定することに対する強い関心である。情報化は果たして本当に起こりつつある変化なのか、それはどのような指標によって最もよく把握できるのか、といった点についての議論は多く、各国の情報化の度合いを比較する統計も多く出ている。
政治に関する研究においては、例えば電子政府、電子投票、政党によるインターネットの活用などを測定、観察し、それを持って政治の情報化を語る研究はそれほど盛んではない。代わりに、そのような情報化が進むと政治がどのように変容するのか、ということについての議論は多い。それは、一方では、実証的なケーススタディやサーベイ調査の対象になるものがあり、現在進行中の情報化として検証されている。ただし、こうした調査が、情報社会が実現した、もうすぐである、まだまだ情報化が始まったばかりである、という類の診断を主な目的としている場合は少ない。
もう一方では、電子民主主義、サイバー・ポリティクスなどといった用語を用いながら、政治のラディカルな変容を描き出す論がある。ケーススタディー、顕著な事例などを先駆的な事例と考えて比較的大胆な議論を展開するものも多い（そうでないものもある）。描き出される情報化社会の政治体制としては、アナーキズムや直接民主主義、グローバル民主主義、市民社会の復権、草の根民主主義、コミュニティーの復権、といったものがある。ただし、初期の情報社会論、メインフレーム系のコンピュータを想定したものの中には、知識の大規模集積とそれを活用した計画・予測技術の飛躍的発展を予測するようなものもある。また、一般に、情報社会におけるテクノクラシーの台頭、政府の管理・監視能力の増大などを警戒する論も多い。

## 学説としての起源
情報化社会の概念を初期に提唱した、影響力の大きな論説として、非常に頻繁に言及される研究、著作がいくつかあるのでそれを以下に挙げる。
- 1962年 - フリッツ・マッハルプ 『知識産業』 （和訳 1969年）
- 1963年 - 梅棹忠夫『情報産業論』
- 1968年 - 増田米二『情報社会入門：コンピュータは人間社会を変える』
- 1969年 - 林雄二郎『情報化社会』
- 1969年 - アラン・トゥレーヌ『脱工業化の社会』 （原著はフランス語、英訳は 1971年、和訳は 1970年）
- 1973年 - ダニエル・ベル 『脱産業社会の到来』（ポスト産業社会とも）
- 1977年 - マーク・ポラト『情報経済』（和訳 1982年）
- 1980年 - アルビン・トフラー『第三の波』 （和訳 1982年）
- 1981年 - 増田米二『情報社会―機会開発者の時代へ』

一般に日本における情報化社会論、情報社会論の文脈では、梅棹忠夫が最初であるとされ、それ以前に遡る論はないようである。また、日本において「情報化社会」という言葉を提唱したのは林雄二郎である。英語圏では社会学者ダニエル・ベルと評論家アルビン・トフラーへの言及が非常に多く、マッハルプへの言及は少ないが、マッハルプ以前に遡るものはほとんどないようである。それ以外の研究者、著作については紹介者によって含まれたり含まれなかったりする傾向にある。
1960年代前半におけるマッハルプと梅棹の業績は、日本では、通常相互に独立したものと考えられている。梅棹の業績は英語圏においてはあまり知られておらず、むしろ日本発の情報社会論としては増田米二が著名である。
増田米二の情報社会論は当時もてはやされていた未来学の影響の下にあったが、情報メディアの発達が経済分野を超え、社会・文化全般にわたる価値変容を促すこと、その中で個人がいかにして主体的な価値創造を行ない得るかという問題に注目を向けた点で、初期研究者の中では傑出しているといえる。
また、これだけを見ると1960年代における先駆的な研究があり、1970年前後から本格的な研究、著作が出版されるようになったとも見える。だが、実際にはベルは独立した書籍の形でこそ出版していなかったものの1960年代前半からポスト産業社会について論じており、最も早いものは、ボストンで開催されたセミナーのタイトルで、1962年にまで遡るという (Bell, 1973; Ito, 1980)。 ちなみに、同じポスト産業化という用語を用いたフランスにおけるトゥレーヌの仕事はベルのものとは独立したものであったと一般に考えられている。
日本では、早くから行政が情報化社会、情報社会の概念に注目して来た。研究者の中でも余り引用されることはないが、その最も早いものは恐らく経済計画審議会情報研究委員会が1969年に編集した『日本の情報化社会：そのビジョンと課題』であろう。これはダイヤモンド社から発行された書籍と、パンフレット状のものと2種類があるが、後者については佐枝 (1999) に当時の背景や分析などが見られる。

## 主な批判
このような情報社会論、情報化社会論の類に対しては、いくつもの批判が提示されている。
1. 「技術決定論」的であること。
すなわち、情報技術に注目し、それが社会変動を予測する鍵となると考える傾向があり、他の諸要素—文化、政治、経済、など—が充分に考慮されていない、とする批判である。
2. ニューメディアへの批判。
双方向ケーブル、ビデオテクスト、ケーブルテレビなど、社会に大きな変革をもたらすと一部で考えられ、またそのように論じられた20世紀末のいわゆるニューメディアだが、実際には広く利用されないままに終わったり、普及したものの大きな社会変動をもたらすことなく終わったため、懐疑的な見方が出た。
3. メディア重視への批判。
一般に、メディアが社会を変革するという発想は非常に多く見られ、また的外れなものに終わっているという批判。
さらに、メディアの浸透や新しい情報、コミュニケーション技術が社会を大きく変動させるとする議論は「情報社会」の誕生を遥か遡って存在していることも指摘されている。電報や新聞が社会変動をもたらすと考えられたことがあり、そこで議論された社会変動の内容には、今日情報社会論として流布しているものとよく似た論点が含まれている。
4. 情報自体の質的変化や社会構造の抜本的変化が起きないというもの。
上記の情報社会の到来にたいして懐疑的な見方と関連しているが、昨今の情報技術の発展は情報の量的な変化を起こすかもしれないが、伝播される情報の質的な変化はもたらさない、とする批判。そこでは、情報技術がもたらしたのは情報を伝える速さや量、また手段であり、それらは社会が動く仕組みに抜本的な変化をもたらしているわけではない、とされている。
5. 産業社会の延長線上に過ぎないというもの。
上記の社会構造の抜本的変化が起きないという批判と関連してくるが、情報化は産業システムに効率化、速達性などをもたらすかもしれないが、根本的な構造は産業社会から変化しているわけではない、という批判である。
6. 情報社会の到来を告げる議論は、技術を売り込みたい情報産業の広告として機能している、あるいは情報技術立国を目指す国家の片棒を担がされている、とする批判。
情報社会の研究はしばしばそうした企業や政府の資金援助を受けて行われるものであることを指摘する場合もある。これは、必ずしも「そのような予測は外れる」という形の批判ではない。むしろ、企業や国家の思惑に操られてしまい、批判的に物事を見ることを怠っている、社会にとって本当に望ましいことが何であるかを真剣に考えることを忘れてしまっている、といった含みを持っている場合も多い。
7. 革命的な変化を通じてユートピアが実現される、という論調に異を唱えるもの。このタイプの批判は、情報社会と呼びうる何かが到来することは必ずしも否定しないが、それは理想的な社会とは程遠く、様々な害悪をもたらすものだ、と警鐘を鳴らす。多くの研究者によって描かれている情報社会のネガティブなビジョンには次のようなものがある。
  - データベースや監視カメラなどに代表される監視・管理技術が発達し、政府や企業によってプライバシーが侵害され、言論の自由や思想の自由が脅かされる社会。実際にイギリス政府は主に犯罪を減らすために監視カメラ (CCTV) を広範囲に導入しており、さまざまな議論をよんでいる。
  - 少数の企業によって報道機関が独占（あるいは寡占）され、多様な言論が流通する健全な民主主義が脅かされ、少数派の意見、企業や資本主義を批判する意見などが抑圧される、反民主主義的な社会になるのではないか
  - 少数の企業によって文化産業が独占（あるいは寡占）され、消費者が健全な道徳や判断力を失ったり、「豊かさ」について誤った理解をしたり、文化的な多様性や創造性が失われたりする結果生まれる、貧しく、空しい社会になるのではないか
  - 情報技術への理解が深く、情報処理能力に長け、情報へのアクセスに恵まれた、一部のエリートと、それ以外の人々の間の貧富の格差が広がり、より強固な搾取の構造が打ち立てられる社会になるのではないか
  - 犯罪を実行する為の関連技術と誰でも簡単に触れる事が出来てしまい、治安が悪化した社会になるのではないか。現実にインターネットを悪用した犯罪は急増している。
8. 情報の過剰化により本来得られるべき情報が得られなくなり、また偽情報の氾濫などにもより、情報自体の意味が損なわれる。つまり、「情報化社会とは情報がゴミと化してしまう社会のことだ。」との批判もある。
9. 個人が自分の情報を制御できなくなる。買い物を始め生活するためには社会のあらゆるところで個人情報の提供を求められ、そして提供した情報は一次提供先にとどまらず、あらゆるところで利用されるようになる。だが、情報提供者はそのことを把握も管理する方法もないことになる[1]。